# ألدين
ألدين (بالإنجليزية: Aldine)‏ هي مدينة أمريكية تقع في ولاية تكساس.تبلغ مساحة هذه المدينة 20.5 (كم²)،ويبلغ عدد سكانها 15869 نسمة حسب إحصاء سنة 2010 م.

## التركيبة السكانية
حدّد مكتب تعداد الولايات المتحدة بيانات التركيبة السكانية لألدين في تعداد الولايات المتحدة. في ما يلي، التركيبة السكانية حسب تعدادي 2000 و2010.

### تعداد عام 2000
بلغ عدد سكان ألدين 13,979 نسمة بحسب تعداد عام 2000، وبلغ عدد الأسر 4,007 أسرة وعدد العائلات 3,193 عائلة مقيمة في المنطقة السكنية. في حين سجلت الكثافة السكانية 681.9 نسمة لكل كيلومتر مربع (1,766.1/ميل2). وبلغ عدد الوحدات السكنية 4,403 وحدة بمتوسط كثافة قدره 214.8 لكل كيلومتر مربع (556.3/ميل2).
وتوزع التركيب العرقي للمنطقة السكنية بنسبة 59.30% من البيض و5.84% من الأمريكيين الأفارقة و0.69% من الأمريكيين الأصليين و3.41% من الأمريكيين ذوي الأصول الآسيوية و0.07% من سكان جزر المحيط الهادئ و27.58% من الأعراق الأخرى و3.10% من عرقين مختلطين أو أكثر و56.33% من الهسبانيون أو اللاتينيون من أي عرق.
بلغ عدد الأسر 4,007 أسرة كانت نسبة 51.2% منها لديها أطفال تحت سن الثامنة عشر تعيش معهم، وبلغت نسبة الأزواج القاطنين مع بعضهم البعض 60.9% من أصل المجموع الكلي للأسر، ونسبة 12% من الأسر كان لديها معيلات من الإناث دون وجود شريك، بينما كانت نسبة 6.8% من الأسر لديها معيلون من الذكور دون وجود شريكة وكانت نسبة 20.3% من غير العائلات. تألفت نسبة 16.5% من أصل جميع الأسر من عدة أفراد يعيشون في نفس المنزل ونسبة 5.7% كانت تتألف من شخص يعيش بمفرده يبلغ من العمر 65 عاماً أو أكثر. وبلغ متوسط حجم الأسرة المعيشية 3.44، أما متوسط حجم العائلات فبلغ 3.86.
بلغ العمر الوسطي للسكان 28.5 عاماً. وكانت نسبة 32.9% من القاطنين تحت سن الثامنة عشر، وكانت نسبة 11.4% بين الثامنة عشر والرابعة والعشرين عاماً، ونسبة 30.3% كانت واقعةً في الفئة العمرية ما بين الخامسة والعشرين والرابعة والأربعين عاماً، ونسبة 17.3% كانت ما بين الخامسة والأربعين والرابعة والستين، ونسبة 6.8% كانت ضمن فئة الخامسة والستين عاماً فما فوق. يوجد لكل 100 أنثى 107.7 ذكر، ويوجد لكل 100 أنثى في الثامنة عشر من عمرها فما فوق 106.3 ذكر.
بلغ متوسط دخل الأسرة في المنطقة السكنية 32,243 دولارًا، أما متوسط دخل العائلة فبلغ 35,274 دولارًا. وكان متوسط دخل الذكور 28,494 دولارًا مقابل 20,060 دولارًا للإناث. وسجل دخل الفرد الخاص بالمنطقة السكنية 11,662 دولارًا. وكانت نسبة 17.2% من العائلات ونسبة 18.8% من السكان تحت خط الفقر، وكان من هؤلاء نسبة 24.9% تحت سن الثامنة عشر ونسبة 19.3% في الخامسة والستين من العمر وما فوق.

### تعداد عام 2010
بلغ عدد سكان ألدين 15,869 نسمة بحسب تعداد عام 2010، وبلغ عدد الأسر 4,081 أسرة وعدد العائلات 3,341 عائلة مقيمة في المنطقة السكنية. في حين سجلت الكثافة السكانية 774.1 نسمة لكل كيلومتر مربع (2,004.9/ميل2). وبلغ عدد الوحدات السكنية 4,458 وحدة بمتوسط كثافة قدره 217.5 لكل كيلومتر مربع (563.3/ميل2).
وتوزع التركيب العرقي للمنطقة السكنية بنسبة 58.67% من البيض و2.86% من الأمريكيين الأفارقة و0.95% من الأمريكيين الأصليين و1.97% من الأمريكيين ذوي الأصول الآسيوية و0.01% من سكان جزر المحيط الهادئ و31.31% من الأعراق الأخرى و4.23% من عرقين مختلطين أو أكثر و82.15% من الهسبانيون أو اللاتينيون من أي عرق.
بلغ عدد الأسر 4,081 أسرة كانت نسبة 57.6% منها لديها أطفال تحت سن الثامنة عشر تعيش معهم، وبلغت نسبة الأزواج القاطنين مع بعضهم البعض 55.5% من أصل المجموع الكلي للأسر، ونسبة 15.3% من الأسر كان لديها معيلات من الإناث دون وجود شريك، بينما كانت نسبة 11.1% من الأسر لديها معيلون من الذكور دون وجود شريكة وكانت نسبة 18.1% من غير العائلات. تألفت نسبة 13.9% من أصل جميع الأسر من عدة أفراد يعيشون في نفس المنزل ونسبة 4.8% كانت تتألف من شخص يعيش بمفرده يبلغ من العمر 65 عاماً أو أكثر. وبلغ متوسط حجم الأسرة المعيشية 3.88، أما متوسط حجم العائلات فبلغ 4.23.
بلغ العمر الوسطي للسكان 27.3 عاماً. وكانت نسبة 35.1% من القاطنين تحت سن الثامنة عشر، وكانت نسبة 11.6% بين الثامنة عشر والرابعة والعشرين عاماً، ونسبة 28.9% كانت واقعةً في الفئة العمرية ما بين الخامسة والعشرين والرابعة والأربعين عاماً، ونسبة 18.6% كانت ما بين الخامسة والأربعين والرابعة والستين، ونسبة 5.8% كانت ضمن فئة الخامسة والستين عاماً فما فوق. وتوزع التركيب الجنسي للسكان بنسبة 52.4% ذكور و47.6% إناث.